# Another Day of Life
Another Day of Live ist ein Film von Raul de la Fuente und Damian Nenow aus dem Jahr 2018. Er erzählt, wie der polnische Reporter Ryszard Kapuściński, auf dessen gleichnamigem Buch (dt. Wieder ein Tag Leben) der Film basiert, die gewaltsamen Auseinandersetzungen in Angola am Vorabend der Unabhängigkeit erlebt. Der überwiegend animierte Film wird von dokumentarischen Fotos, Landschaftsaufnahmen und Erinnerungen der Protagonisten ergänzt. Der Film kam in Deutschland am 28. September 2018 in die Kinos.

## Handlung
Der polnische Reporter Ryszard Kapuściński reist im Jahr 1975 nach Angola, wo sich kurz vor der Unabhängigkeit die Befreiungsorganisationen MPLA auf der einen und FNLA und UNITA auf der anderen Seite bekämpfen. Während die Portugiesen in Luanda eiligst das Land verlassen, möchte Kapuściński an die Front im Süden. Zunächst begleitet vom Journalistenkollegen Artur Queiroz macht er sich auf den Weg. Sie gelangen auf eine von Leichen übersäte Straße, wo sie unter Beschuss geraten. Sie werden von der jungen MPLA-Milizionärin Carlotta gerettet, mit der sich Kapuściński anfreundet, die dann aber bei einem Angriff ums Leben kommt. Mit einem Fahrer der MPLA gelangt Kapuściński zum legendären Kommandanten Furrasco, der als portugiesischer Kolonialsoldat zur MPLA übergelaufen war und mit rund 50 Milizen eine Stellung hält. Furrasco gewährt ihm ein Interview, hält aber beide für dem Tode geweiht, da die südafrikanische Armee bereits die Grenze überschritten habe. Tatsächlich werden sie kurze Zeit später angegriffen und Kapuściński und der Fahrer können gerade noch entkommen, mit dem Auftrag, Hilfe zu holen. Furrasco wird später in einem Hospital verhaftet und überlebt. Kapuściński erfährt, dass Kuba baldige Hilfe zugesagt hat. Mit sich ringend, ob er diese Information als Journalist veröffentlichen soll, entscheidet er sich dagegen, um damit ein Eingreifen gegnerischer ausländischer Kräfte, insbesondere der USA, zu verhindern.

## Kritiken
Auf Kino-Zeit schreibt Joachim Kurz, der Film schildere „die kurze Zeit bis zur Unabhängigkeit aus der Sicht des Reporters als apokalyptischen Ritt voller Grausamkeit, in der der Journalist schließlich sogar gezwungen wird, selbst einzugreifen“. Die beiden Filmemacher nutzten „geschickt die Möglichkeiten und Freiheiten, die ihnen das Medium [Graphic Novel] bietet, indem sie beispielsweise immer wieder (alb)traumartige Sequenzen einbinden, in den sich Körper in Auflösung befinden, Menschen die Gestalt wechseln und immer wieder Verstorbene als Wiederkehrer den Verstand Kapuścińskis attackieren“. Das verwendete Archivmaterial verleihe dem Film „ein hohes Maß an Authentizität und Nachvollziehbarkeit“ und sorge „für viel Empathie mit den auftretenden Figuren“. Störend sei hingegen das „musikalische Dauerfeuer“ und „der mitunter recht pathetische Ton der Erzählung“. Dass Kapuściński Partei ergreife und „manchmal Reportage und Fiktion munter mischte“, verleihe dem Film einen bitteren Beigeschmack.
Gerhard Midding von epf film meint, dass Kapuścińskis Arbeit „im agilen Wechsel von Animations- und Dokumentarszenen, wie ein Rausch inszeniert“ werde. Kapuściński stehe am Ende vor einer Entscheidung, „die der Film gleichermaßen als Suspense wie als Sündenfall in Szene setzt“. Die Erinnerungen der Zeitzeugen dienten als „Korrektiv“ der Animationsszenen.

## Auszeichnungen
- Europäischer Filmpreis 2018, Kategorie „Bester Animationsfilm“